# 李存孝 (唐朝)

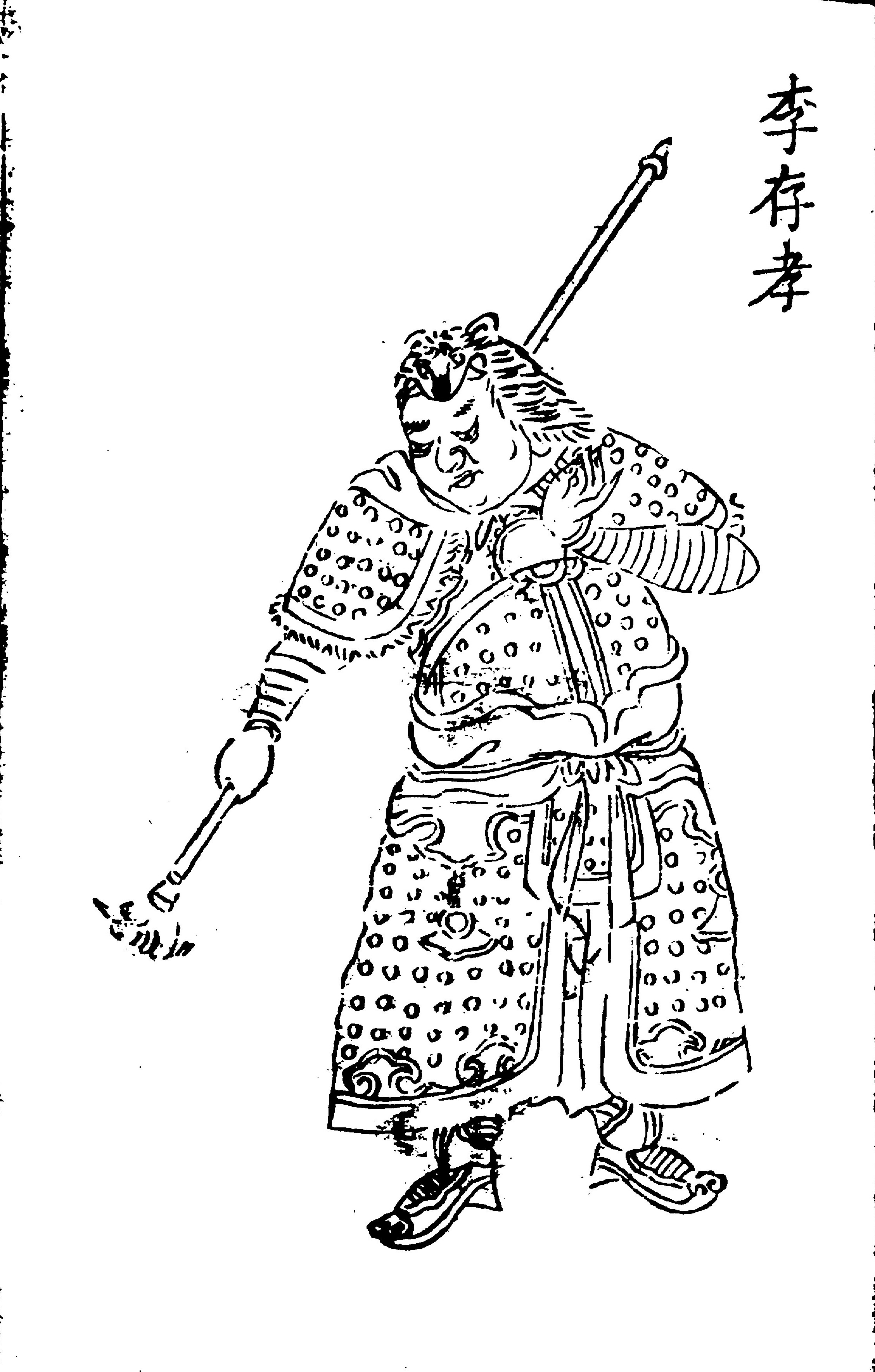
李存孝

李存孝（？—894年），原名安敬思，代州飞狐（今山西灵丘）人，唐朝末期至五代名将。

## 生平
原名安敬思，粟特族出身，出生在代州，幼时因战乱成为奴隶，後被河東節度使李克用收为养子，改名為李存孝。長大後有膂力，善骑射，临阵骁勇冠绝，常居锋首。文德元年（888年），河南张言攻破河阳，洛阳留守李罕之归顺李克用，被安置在泽州。李克用命令李存孝、薛阿檀、安休休等率军七千人帮李罕之返攻河阳。宣武節度使朱全忠派丁会、牛存节等援助张言战于温县，宣武军先扼太行，李存孝大败，安休休被俘虏。河東军占领泽、潞二州，每年都出兵山东之地，与昭义节度使孟方立争夺邢、洺、磁三州，李存孝每次都跟随出战，擊敗孟方立，使孟方立自殺，讓李克用取得三州，存孝功为多。
889年，潞州军乱，杀李克恭归順唐朝。后宣武軍派李谠进攻李罕之於泽州，存孝以五千骑兵救李罕之。泽州之战，存孝大破邓季筠，获马千匹。又乘胜追击汴将，俘虏斩首上万人。接著伏击唐朝昭义节度使孙揆仪仗队，俘虏孙揆及五百士兵。潞州守将葛从周连夜遁逃，遂取潞州。
攻取潞州后，以李存孝功劳最大，李克用却任命康君立为昭义留后，仅仅把李存孝任为汾州（今山西汾阳及周边县市）刺史。這讓李存孝心生不滿，他自認功劳最大，竟不是他充任昭义留后，氣到好多天不吃飯。大順二年，邢州节度使安知建暗中投靠朱温，李克用得知后，让李存孝当上邢州刺史。大顺二年，与赵王王镕作战。景福元年（892年）正月，其作战时与李存信发生矛盾。李存信诬陷李存孝說：“存孝有二心，常避赵不击。”李存孝不自安，叛离李克用，与朱温、王镕、李匡威等结盟，并上表归顺朝廷。唐昭宗任命李存孝为邢州、洺州、磁州节度使。景福元年（892年），李克用亲自出兵讨伐李存孝。李克用並不急於攻城，僅是深沟高垒铁壁合围，城中食盡。乾寧元年（894年）三月，由于作战失利，存孝登城大叫：“兒蒙王恩，位至将相，岂欲舍父子而附仇雠，乃存信构陷之耳。愿生见王一言而死。”李克用派刘太妃进城劝降，存孝遂出城投降，请罪说是被人中伤、无法自明所致。李克用怒斥：“你给王镕写信，怪罪我，这也是李存信教的吗！”押回晉陽（山西省太原市）。李克用原本不想殺李存孝，询问诸将是否放过李存孝。可是诸将或因妒忌李存孝，無人肯为他求情。最後在軍營門外，用車裂酷刑處死。好友薛阿檀担心连累自己，自杀。李存孝死后，李克用每次和诸将赌博，谈到李存孝就淚流不止。

## 逸事
李存孝在正史記載不多，但在演義小說和民間傳說中卻非常有名。據傳李存孝出生在代州，其出生地有一神話，說村口有一塊大石頭，是天上星宿石將軍下凡，凡是得到石將軍青睞的人，就會有好運，某天有位姓何的姑娘路過石像，她將手中花藍拋出，正好套在石將軍的脖頸上，姑娘回家後，就發現自己未婚卻懷了孕，產子後，遭親朋鄰里鄙視，待小孩四歲時，她帶孩子來到石將軍像前，讓孩子祭拜自己的父親，不料，當小孩知道自己的父親竟然是一尊石像時，竟然發起狠來，一拳將石像打碎，何姑娘大怒，她逼小孩跪下向父親請罪，並讓孩子將碎石撿起，重新安了回去，並給孩子取名為「安敬思 (安敬石諧音)」。安敬思十歲時，正在山坡放羊，忽然出現一頭猛虎衝來，安敬思天生神力，竟然赤手空拳將老虎活活打死，此時晉王李克用正好從對面山澗走來，他故意說道：「是哪家小孩將我家養的老虎打死？」安敬思鎮靜回答：「我打死你的老虎，是我的不對，這就把老虎還給你」，說罷，隔著山澗，竟把整隻老虎輕鬆扔了過去，讓李克用心生喜愛，後收為養子。古人常說：「王不過項(項羽)，將不過李(李存孝)」，就是誇讚在歷朝武將中，李存孝的武力值最高。宋刊殘本《五代史平話》涉及李存孝尚少，然而元雜劇中存孝的故事卻大量出現，主要傳說包含「存孝打虎」(就是前面說的打虎之事)、「十八騎取長安」、「義釋鄧天王」，例如元人陳以仁《雁門關存孝打虎》，關漢卿《哭存孝》則-{云}-「存孝擒拿了鄧天王，活挾了孟截海，撾打了張歸霸；十八騎誤入長安，大破黃巢，復奪了長安。」在《殘唐五代史演義》中李存孝戰無不勝，是唐末五代第一猛將，地位相當於《說唐》中的李元霸。但書中亦明言其傳說不可信。存孝在傳說的這些功蹟考諸正史，則多來自其主李克用飛虎子取洛陽的事蹟。

## 延伸阅读
[在维基数据编辑]
 《舊五代史·卷53》，出自薛居正《舊五代史》
 《新五代史/卷36》，出自歐陽修《新五代史》
 在维基共享资源阅览影像